# Superpuchar Armenii w piłce nożnej
Superpuchar Armenii w piłce nożnej imienia Hakoba Tonojana (orm. Հակոբ Տոնոյանի անվան Սուպերգավաթ) – trofeum przyznawane zwycięskiej drużynie meczu rozgrywanego pomiędzy aktualnym Mistrzem Armenii oraz zdobywcą Pucharu Armenii w danym sezonie (jeżeli ta sama drużyna wywalczyła zarówno mistrzostwo, jak i Puchar kraju to jej przeciwnikiem zostaje finalista Pucharu).

## Historia
Hakob Tonojan jako dyrektor "ArmSportBazy" zawsze "niejawnie" sponsorował Ararat (de facto - reprezentacją republiki), był członkiem komitetu wykonawczego Armeńskiej Federacji Piłki Nożnej, przez pewien czas stał na jej czele. Zmarł w 1995 roku, a rok później z inicjatywy ówczesnego prezesa Federacji Armena Sarkisiana, krewnych i przyjaciół Tonojana zaczęto rozgrywać na jego cześć Superpuchar, w którym corocznie rywalizuje mistrz i zwycięzca pucharu kraju. 9 czerwca 1996 odbył się pierwszy oficjalny pojedynek o Superpuchar Armenii. W tym meczu Piunik Erywań jako mistrz i zdobywca Pucharu został pokonany 3:1 przez wicemistrza Szirak Giumri. Do 2006 roku działała zasada: jeżeli ta sama drużyna wywalczyła zarówno mistrzostwo, jak i Puchar kraju to jej przeciwnikiem był wicemistrz Armenii, a od 2006 przeciwnikiem zostawał finalista Pucharu. Latem 1997 rozgrywki ligowe zostały zmienione na system wiosna–jesień, w związku z czym mecz o Superpuchar był rozgrywany dopiero po zakończeniu sezonu późnią jesienią. W 2000 roku Superpuchar nie został wyłoniony. W 2001 roku podjęto decyzję o przeprowadzeniu meczu o Superpuchar rok później po ustaleniu zwycięzcy pucharu i mistrzostw kraju. Od 2009 roku mecz o Superpuchar Armenii rozgrywany jest 24 września, w dniu urodzin Hakoba Tonojana.

## Format
Mecz o Superpuchar Armenii rozgrywany we wrześniu pomiędzy mistrzem a zdobywcą lub finalistą Pucharu poprzedniego sezonu. W spotkaniu o Superpuchar Armenii w przypadku remisu po upływie regulaminowego czasu gry przeprowadzona jest dogrywka, a jeśli i ona nie wyłoni zwycięzcę, to wtedy zarządzana jest seria rzutów karnych.

## Zwycięzcy i finaliści
| Sezon                                                       | K | K | T | Zwycięzca             | Wynik             | Finalista             | Data, miejsce                                    | Uwagi          |
| Superpuchar Armenii (orm. Հակոբ Տոնոյանի անվան Սուպերգավաթ) |   |   |   |                       |                   |                       |                                                  |                |
| 1996                                                        |   |   | 1 | Szirak Giumri         | 3:1               | Piunik Erywań         | 9.06.1996, Stadion Hrazdan, Erywań               |                |
| 1997                                                        |   |   | 1 | Piunik Erywań         | 2:0               | Ararat Erywań         | 15.06.1997, Stadion Hrazdan, Erywań              |                |
| 1998                                                        |   |   | 1 | Cement Ararat         | 1:1 p.d. (k. 4:3) | Szirak Giumri         | 15.11.1998, Stadion Hrazdan, Erywań              |                |
| 1999                                                        |   |   | 2 | Szirak Giumri         | 2:1               | Cement Ararat         | 18.11.1999, Stadion Hrazdan, Erywań              |                |
| 2000-2001                                                   |   |   |   |                       |                   |                       |                                                  | Nie rozgrywano |
| 2002                                                        |   |   | 1 | Piunik Erywań         | 2:1               | Mika Asztarak         | 9.05.2002, Stadion Hanrapetakan, Erywań          |                |
| 2003                                                        |   |   | 3 | Szirak Giumri         | 2:1               | Piunik Erywań         | 9.05.2003, Stadion Hanrapetakan, Erywań          |                |
| 2004                                                        |   |   | 2 | Piunik Erywań         | 1:0 p.d.          | Mika Asztarak         | 27.05.2004, Stadion Hanrapetakan, Erywań         |                |
| 2005                                                        |   |   | 3 | Piunik Erywań         | 1:0               | Bananc Erywań         | 27.05.2005, Stadion Hanrapetakan, Erywań         |                |
| 2006                                                        |   |   | 1 | Mika Asztarak         | 3:2               | Piunik Erywań         | 27.05.2006, Stadion Hanrapetakan, Erywań         |                |
| 2007                                                        |   |   | 4 | Piunik Erywań         | 2:1 p.d.          | Mika Asztarak         | 27.05.2007, Stadion Hanrapetakan, Erywań         |                |
| 2008                                                        |   |   | 5 | Piunik Erywań         | 1:0               | Bananc Erywań         | 24.09.2008, Stadion Hrazdan, Erywań              |                |
| 2009                                                        |   |   | 1 | Ararat Erywań         | 2:1               | Piunik Erywań         | 24.09.2009, Stadion Hanrapetakan, Erywań         |                |
| 2010                                                        |   |   | 6 | Piunik Erywań         | 2:0               | Bananc Erywań         | 24.09.2010, Stadion Hanrapetakan, Erywań         |                |
| 2011                                                        |   |   | 7 | Piunik Erywań         | 3:0               | Bananc Erywań         | 24.09.2011, Stadion Hanrapetakan, Erywań         |                |
| 2012                                                        |   |   | 2 | Mika Erywań           | 0:0 p.d. (k. 5:3) | Ulis Erywań           | 24.09.2012, Stadion Hanrapetakan, Erywań         |                |
| 2013                                                        |   |   | 4 | Szirak Giumri         | 2:0               | Piunik Erywań         | 24.09.2013, Stadion Hanrapetakan, Erywań         |                |
| 2014                                                        |   |   | 1 | Bananc Erywań         | 3:0               | Piunik Erywań         | 24.09.2014, Stadion Akademii Piłkarskiej, Erywań |                |
| 2015                                                        |   |   | 8 | Piunik Erywań         | 3:0               | Mika Erywań           | 24.09.2015, Stadion Hanrapetakan, Erywań         |                |
| 2016                                                        |   |   | 1 | Alaszkert Erywań      | 1:1 p.d. (k. 3:2) | Bananc Erywań         | 24.09.2016, Stadion Hanrapetakan, Erywań         |                |
| 2017                                                        |   |   | 5 | Szirak Giumri         | 2:0               | Alaszkert Erywań      | 24.09.2017, Stadion Hanrapetakan, Erywań         |                |
| 2018                                                        |   |   | 2 | Alaszkert Erywań      | 2:0               | Gandzasar Kapan       | 29.07.2018, Stadion Hanrapetakan, Erywań         |                |
| 2019                                                        |   |   | 1 | Ararat-Armenia Erywań | 3:2 p.d.          | Alaszkert Erywań      | 24.09.2019, Stadion Hanrapetakan, Erywań         |                |
| 2020                                                        |   |   | 1 | Noah Erywań           | 2:1 p.d.          | Ararat-Armenia Erywań | 9.08.2020, Stadion Akademii Piłkarskiej, Erywań  |                |
| 2021                                                        |   |   | 3 | Alaszkert Erywań      | 1:0               | Ararat Erywań         | 24.09.2021, Stadion Akademii Piłkarskiej, Erywań |                |
| 2022                                                        |   |   | 9 | Piunik Erywań         | 3:0 (w.o.)        | Norawank Wajk         |                                                  |                |
| 2023                                                        |   |   | 6 | Szirak Giumri         | 0:0 p.d. (k. 6:5) | Urartu Erywań         | 07.10.2023, Stadion Republikański, Erywań        |                |

Uwagi:

- wytłuszczono i kursywą oznaczone zespoły, które w tym samym roku wywalczyły mistrzostwo i Puchar kraju (dublet),
- wytłuszczono zespoły, które zdobyły mistrzostwo kraju,
- kursywą oznaczone zespoły, które zdobyły Puchar kraju,
- podkreślono zespoły, które zakwalifikowały się jako wicemistrzowie kraju.

## Statystyka

### Klasyfikacja według klubów
W dotychczasowej historii finałów o Superpuchar Armenii na podium oficjalnie stawało w sumie 13 drużyn. Liderem klasyfikacji jest Piunik Erywań, który zdobył trofeum 9 razy.
Stan na 07.10.2023. 
| Lp. | Klub                        | Zdobywca | Finalista     | Zwycięskie sezony                  | Przegrane finały                   |   |   |                                                      |                                    |
| --- | --------------------------- | -------- | ------------- | ---------------------------------- | ---------------------------------- | - | - | ---------------------------------------------------- | ---------------------------------- |
| Lp. | Klub                        | 1.       | Piunik Erywań | Zwycięskie sezony                  | Przegrane finały                   | 9 | 6 | 2002, 2004, 2005, 2007, 2008, 2010, 2011, 2015, 2022 | 1996, 2002, 2006, 2009, 2013, 2014 |
| 2.  | Szirak Giumri               | 6        | 1             | 1996, 1999, 2003, 2013, 2017, 2023 | 1998                               |   |   |                                                      |                                    |
| 3.  | Alaszkert Erywań            | 3        | 2             | 2016, 2018, 2021                   | 2017, 2019                         |   |   |                                                      |                                    |
| 4.  | Mika Asztarak               | 2        | 4             | 2006, 2012                         | 2001, 2004, 2007, 2015             |   |   |                                                      |                                    |
| 5.  | Bananc Erywań/Urartu Erywań | 1        | 6             | 2014                               | 2005, 2008, 2010, 2011, 2016, 2023 |   |   |                                                      |                                    |
| 6.  | Ararat Erywań               | 1        | 2             | 2009                               | 1997, 2021                         |   |   |                                                      |                                    |
| 7.  | Ararat-Armenia Erywań       | 1        | 1             | 2019                               | 2020                               |   |   |                                                      |                                    |
| 7.  | Cement Ararat               | 1        | 1             | 1998                               | 1999                               |   |   |                                                      |                                    |
| 9.  | Kilikia Erywań              | 1        | 0             | 1997                               |                                    |   |   |                                                      |                                    |
| 9.  | Noah Erywań                 | 1        | 0             | 2020                               |                                    |   |   |                                                      |                                    |
| 11. | Gandzasar Kapan             | 0        | 1             |                                    | 2018                               |   |   |                                                      |                                    |
| 11. | Ulis Erywań                 | 0        | 1             |                                    | 2012                               |   |   |                                                      |                                    |
| 11. | Norawank Wajk               | 0        | 1             |                                    | 2022                               |   |   |                                                      |                                    |

### Klasyfikacja według miast
Stan na 07.10.2023.
| Miasto   | Liczba tytułów | Kluby |
| -------- | -------------- | --- |
| Erywań   | 18             | Piunik (9), Alaszkert (3), Bananc/Urartu (1), Ararat (1), Ararat-Armenia (1), Cement Ararat (1), Kilikia (1), Noah (1) |
| Giumri   | 6              | Szirak Giumri (6) |
| Asztarak | 2              | Mika Asztarak (2) |

### Klasyfikacja według kwalifikacji
| Tytuł                        | Zwycięstw | Finałów |
| ---------------------------- | --------- | ------- |
| Mistrz Armenii               | 17        | 10      |
| Zdobywca Pucharu Armenii     | 10        | 13      |
| Finalista Pucharu Armenii    | 0         | 3       |
| Wicemistrz Armenii (do 2006) | 3         | 2       |